# Język kajla
Język kajla (kayliñña) – wymarły język afroazjatycki z grupy języków kuszyckich, używany przez część etiopskich Żydów (Beta Izrael). Przypuszczalnie był dialektem pośrednim między zachodnim i centralnym dialektem agaw. Znany tylko z krótkich notatek w alfabecie etiopskim. Blisko spokrewniony z innym językiem Żydów etiopskich – kwara.